# Raymond Albert Alfred Schnell
Raymond Albert Alfred Schnell (*1913 - 1999) fue un botánico francés . Realizó extensas investigaciones en África, Sudamérica y, en menor extensión, en Asia. Fue Profesor de la Universidad de París VI, en el "Laboratorio de botánica tropical.

## Algunas publicaciones
- 1949.  Note sur quelques objets préhistoriques recueillis en Afrique occidentale. Bulletin de la Société préhistorique française
- 1966.  Contribution à l'étude des plantes à myrmécodomaties de l'Afrique intertropicale
- Plantes alimentaires et vie agricole de l'Afrique.
- Johnson, E; F Bekele, RA Schnell. Field Guide to the ICS. Clones of Trinidad. 11 pp.
- 1966.  La Flore et la végétation de l'Amérique tropicale

### Libros
- 1970.  La Phytogéographie des Pays Tropicaux. Vol. 1 Les flores, les structures. 499 pp.
- 1971. La Phytogéographie des Pays Tropicaux. Vol. 2 Les milieux, les groupements végétaux. pp. 503-951

## Honores
En su 80.º natalicio, se lo homenajeó del 6 al 8 de julio de 1993, en un Seminario organizado por el Laboratorop de Botánica Tropical (Universidad Pierre y Marie Curie, París VI) y la Unidad de Estudios de Biodiversidad y Sistemnsa Forestales de ORSTOM.
- La abreviatura «Schnell» se emplea para indicar a Raymond Albert Alfred Schnell como autoridad en la descripción y clasificación científica de los vegetales.[3]